# Opus.COLORs
『Opus.COLORs』（オーパスカラーズ）はC-Station製作の日本のテレビアニメ作品。2023年4月7日から6月23日までTOKYO MXほかにて放送された。2024年5月に舞台版が上演。

## 概要
ひなた凛が企画・原案を務める。デジタル絵画パーセプションアートが生まれて人々に浸透して10年たった世界を舞台に永茜高校での学園生活を描く。

## 登場人物

### 主要人物
月見里和哉
声 - 内田雄馬
主人公。10年前に両親を亡くしており、都築家に居候している。元親友の響と仲直りしたいと思っている。
多岐瀬響
声 - 逢坂良太
和哉の幼馴染で元親友。10年前の事件を境に和哉と距離を置くようになる。妥協がなく、作品作りに関しても厳しさが目立つ。実は違法アート事件の犯人。
都築純
声 - 花江夏樹
和哉と響の幼馴染。2人を仲直りさせたいと思っている。

### グレーダー・アーティスト
グレーダー側は優秀な者が多く、アーティスト側を馬鹿にしている。また、アーティスト側もそんなグレーダー側を嫌っており、両者の仲はあまり良く無い。
難波道臣
声 - 豊永利行
純の従兄弟。純が甘えられる人物。
灰島伊織
声 - 梅原裕一郎、杉山里穂（幼い伊織）
通称「アーティスト科の皇帝」。掴み所のない人柄。
由羅拓海
声 - 島﨑信長
美術界の重鎮である由羅家の息子。兄に対して脅しに近い行いをすることがあるなど冷淡。伊織の寵愛を受けたがっている。
斑鳩杏寿
声 - 八代拓
内向的な性格で、胃が弱く、何かトラブルがあると胃薬が手放せなくなる。
榊知陽
声 - 古川慎
響の悪友。アーティストをおもちゃ呼ばわりしており、和哉と対立している。
御来屋楓
声 - 中島ヨシキ
通称「アーティスト科の狂犬」と呼ばれる狂暴な性格。
桐乃江麻秀
声 - 鈴木崚汰
楓の幼馴染。楓とは「血のクリスマス事件」以来いがみ合っている。
織堂優一
声 - 仲村宗悟
楓と麻秀の幼馴染。
登世康平
声 - 山下大輝
楓と麻秀の幼馴染。優一といつも一緒にいる。

### ジェネラルズ
アーティストとグレーダーの仲の悪さに手を焼いている。
由羅大樹
声 - 岡本信彦
ジェネラルズの一員で拓海の兄のアーティスト。弟に頭が上がらない。
中静理央
声 - 小西克幸
ジェネラルズの一員でアーティスト。
八柳真
声 - 小野大輔
ジェネラルズの一員でグレーダー。生徒のことをよく見ており、何かとアートしたがる大樹のことも気にかけている。

### その他
月見里直輝
声 - 福山潤
和哉の父。パーセプションアートの生みの親。物語開始時点で既に故人。交通事故に巻き込まれて死亡した。響曰く、事故の後パーセプションアート反対派のせいで死んだらしい。
月見里朱莉
声 - 名塚佳織
和哉の母。夫同様、物語開始時点で既に故人。
多岐瀬統梧
声 - 鳥海浩輔
響の父。プロのグレーダーで著名な存在。永茜高校の理事長。

## スタッフ
- 企画・原案 - ひなた凛[13]
- 監督 - 多田俊介[13]
- シリーズ構成 - ハラダサヤカ[13]
- キャラクターデザイン - 渡邉亜彩美[13]
- 美術監督 - 中原英統[13]
- 美術設定 - 高橋航貴、嘉陽さやか、丸尾一
- 色彩設計 - 水野多恵子（スタジオ・ロード）[13]
- 2Dデザイン - 半谷恵介
- 撮影監督 - 堀内美咲[13]、田中博章
- 編集 - 黒澤雅之[13]
- 音響監督 - 明田川仁[13]
- 音響効果 - 三井友和（サウンドボックス）[13]
- 音響制作 - マジックカプセル[13]
- 音楽 - Ken Arai[13]
- 音楽制作 - NBCユニバーサル・エンターテインメントジャパン
- 音楽プロデューサー - 藤平直孝
- プロデューサー - 川口真司、杉本美佳
- アニメーションプロデューサー - 丸亮二
- アニメーション制作 - C-Station[13]
- 製作 - Opus.COLORs製作委員会

## 主題歌
「SHINY」
浦島坂田船によるオープニングテーマ。作詞・作曲はDECO*27、編曲はRockwell。
「New frame」
月見里和哉（内田雄馬）と多岐瀬響（逢坂良太）によるエンディングテーマ。作詞はKOUDAI IWATSUBOとuyu.、作曲・編曲は井内舞子。
「Close-Up」
由羅大樹（岡本信彦）と中静理央（小西克幸）と八柳真（小野大輔）によるアートパートテーマ。作詞はくまのきよみ、作曲はみきちゅとYoma、編曲はYoma。

## 各話リスト
| 話数  | サブタイトル                             | 脚本                  | 絵コンテ          | 演出                           | 作画監督                                                                      | 総作画監督          | 初放送日      |
| ----- | ---------------------------------------- | --------------------- | ----------------- | ------------------------------ | ----------------------------------------------------------------------------- | ------------------- | ------------- |
| Op.01 | 交わる、色と色 #FFD900                   | ハラダサヤカ          | 多田俊介          | 多田俊介                       | 遠藤大輔 井本美穂 足立明日美 佐々木睦美                                       | 渡邉亜彩美          | 2023年 4月7日 |
| Op.02 | 赤い糸の結び目 #D91E10                   | ハラダサヤカ          | 川面真也          | 湊未來 大内大和                | 近藤律子 渡辺優奈 桐山染利                                                    | 渡邉亜彩美          | 4月14日       |
| Op.03 | 重なり合わない、陽だまりと夜の色 #F19072 | ハラダサヤカ          | 鈴木薫            | 鈴木薫                         | 遠藤大輔 井本美穂 足立明日美 佐々木睦美                                       | 渡邉亜彩美          | 4月21日       |
| Op.04 | 導かれた森に待つ透明 #00000000           | 大東大介              | 金子伸吾          | 鈴木真彦                       | 早乙女哲 高乗陽子 河村明夫 北村晋哉 佐々木睦美                                | 山下喜光 渡邉亜彩美 | 4月28日       |
| Op.05 | 灰空の霹靂 #6E60A8                       | 小鹿りえ              | 黒澤雅之          | 赤澤佳 宇賀神亮輔              | 遠藤大輔 足立明日美 井本美穂 佐々木睦美                                       | 山下喜光            | 5月5日        |
| Op.06 | 反対色の未来計画 #000000                 | ハラダサヤカ          | 小寺勝之          | 板庇迪                         | 近藤律子 渡辺優奈 桐山染利                                                    | 渡邉亜彩美          | 5月12日       |
| Op.07 | 皇帝は、かの色を愛す #20AEE5             | ハラダサヤカ          | 多田俊介          | 鈴木薫                         | 近藤律子 佐々木睦美 桐山染利 渡辺優奈 渡邉亜彩美                              | 渡邉亜彩美          | 5月19日       |
| Op.08 | そこに“視える”景色 #EAF4FC               | 大東大介              | 西田正義          | クレール・バルブ デ クリエール | もろゆき沙羅                                                                  | 山下喜光            | 5月26日       |
| Op.09 | 闇色の潜む部屋 #E4007F                   | 小鹿りえ              | 浅野景利          | 湊未來 大内大和                | 遠藤大輔 佐々木睦美 井本美穂 足立明日美 渡邉亜彩美                            | 渡邉亜彩美          | 6月2日        |
| Op.10 | だいだいには淡い距離 #F36C21             | 小鹿りえ              | 小寺勝之          | ながはまのりひこ               | 近藤律子 渡辺優奈 桐山染利                                                    | 渡邉亜彩美          | 6月9日        |
| Op.11 | 青く濁る陽炎 #C44303                     | ハラダサヤカ 小鹿りえ | 岩崎太郎          | 平田貴大                       | 遠藤大輔 井本美穂 足立明日美 佐々木睦美                                       | 山下喜光            | 6月16日       |
| Op.12 | COLORs #FFFFFF                           | ハラダサヤカ          | 多田俊介 黒澤雅之 | 多田俊介                       | 近藤律子 桐山染利 渡辺優奈 足立明日美 佐々木睦美 井本美穂 山下喜光 渡邉亜彩美 | 渡邉亜彩美 山下喜光 | 6月23日       |

## 放送局
| 放送期間               | 放送時間                     | 放送局   | 対象地域 | 備考                                 |
| ---------------------- | ---------------------------- | -------- | -------- | ------------------------------------ |
| 2023年4月7日 - 6月23日 | 金曜 0:00 - 0:30（木曜深夜） | TOKYO MX | 東京都   |                                      |
|                        |                              | BS11     | 日本全域 | BS放送 / 『ANIME+』枠                |
|                        | 金曜 22:30 - 23:00           | AT-X     | 日本全域 | CS放送 / 字幕放送 / リピート放送あり |

| 配信開始日   | 配信時間                   | 配信サイト | 備考     |
| ------------ | -------------------------- | --- | -------- |
| 2023年4月7日 | 金曜 0:00（木曜深夜） 更新 | DMM TV |          |
|              |                            | Amazon Prime Video バンダイチャンネル dアニメストア FOD HAPPY!動画 Hulu J:COMオンデマンド milplus ニコニコチャンネル TELASA U-NEXT | 個別課金 |

## BD / DVD
| 巻 | 発売日         | 収録話          | 規格品番  | 規格品番  |
| 巻 | 発売日         | 収録話          | BD        | DVD       |
| -- | -------------- | --------------- | --------- | --------- |
| 1  | 2023年7月26日  | 第1話 - 第3話   | GNXA-2441 | GNBA-2881 |
| 2  | 2023年8月18日  | 第4話 - 第6話   | GNXA-2442 | GNBA-2882 |
| 3  | 2023年9月27日  | 第7話 - 第9話   | GNXA-2443 | GNBA-2883 |
| 4  | 2023年10月27日 | 第10話 - 第12話 | GNXA-2444 | GNBA-2884 |

## 舞台
パーセプションステージ『Opus.COLORs』のタイトルで、2024年5月10日から19日まで
品川プリンスホテル クラブeXで上演。略称パスステ。

### キャスト（舞台）
- 月見里和哉 - 岸本勇太[4]
- 多岐瀬響 - 磯野亨[4]
- 都築純 - 結城伽寿也[4]
- 難波道臣 - 柊木智貴[4]
- 灰島伊織 - 松田昇大[4]
- 由羅拓海 - 新納直[4]
- 斑鳩杏寿 - 北乃颯希[4]
- 榊知陽 - 松井健太[4]
- 御来屋楓 - 瀬川拓人[4]
- 桐乃江麻秀 - 川隅美慎[4]
- 織堂優一 - 添田陵輔[4]
- 登世康平 - 大見拓土[4]
- 由羅大樹 - 上仁樹[4]
- Performer - 仲田祥司[4]

### スタッフ（舞台）
- 企画・原案 - ひなた凛[4]
- 脚本 - ハラダサヤカ[4]
- 演出 - 吉谷晃太朗[4]